# Yonagunia zollingeri
Yonagunia zollingeri is een soort roodwier dat voorkomt in wateren rond het Indonesische eiland Java.